# ميكايلا سكينر
ميكايلا بروك سكينر هارمر (بالإنجليزية: MyKayla Brooke Skinner Harmer)‏ هي متسابقة جمباز فني أمريكية ولدت في يوم 9 ديسمبر 1996 في مدينة غيلبرت في أريزونا. أبرز إنجازاتها هو فوزها بالميدالية الذهبية ثلاثة مرات في بطولة العالم بمسابقة الفرق وفازت بميدالية برونزية واحدة في الفردي.